# Dogradynastie

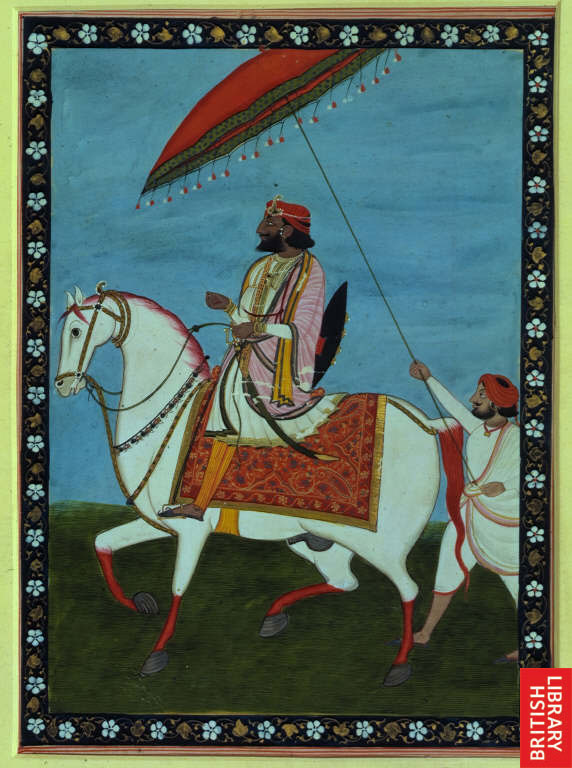
Miniatuur van maharaja Gulab Singh, rond 1840.

De Dogradynastie was tussen 1820 en 1948 de dynastie van maharaja's van het gebied Jammu en Kasjmir in het noorden van India. De maharaja's behoorden tot de Dogra, een etnische groep uit de omgeving van de stad Jammu.
In 1820 benoemde de sikhkeizer Ranjit Singh de Dogra Kishore Singh, een lokale bestuurder, tot raja van Jammu. Zijn zoon, raja Gulab Singh regeerde van 1822 tot 1857 en breidde hun gebied sterk uit. Gulab Singh ging zich in de loop der tijd steeds onafhankelijker van de sikhkeizers gedragen. Tussen 1835 en 1840 onderwierp het leger onder leiding van generaal Zorawar Singh Ladakh en Baltistan aan het gezag van de maharadja. Zorawar Singh leidde daarna een mislukte militaire expeditie tegen Tibet, maar sneuvelde. De Tibetanen en hun Chinese bondgenoten vielen daarop Ladakh binnen, maar werden, in 1842, verslagen in de Slag bij Chushul. In het daaropvolgende vredesverdrag, het Verdrag van Chushul, werd de grens tussen het door de Dogra's bestuurde Ladakh en Tibet vastgelegd. Door deze gebiedsuitbreidingen ging het Dograrijk een bedreiging vormen voor zowel de raja van Kasjmir als voor de sikhkeizer zelf.
In de Eerste Sikhoorlog, 1845-1846, tussen de sihks en de Britten sloot Gulab Singh een geheim verbond met de Engelsen. Nadat de Britten de sikhs hadden verslagen beloonden ze de Dogravorst door hem maharaja van Jammu en Kasjmir te maken, een nieuwe Britse vazalstaat die de etnisch en cultureel sterk verschillende gebieden Jammu, Kasjmir, Baltistan en Ladakh omvatte. De maharaja werd wel schatplichtig aan de Britten.
De opvolger van Gulab Singh, maharaja Ranbir Singh regeerde van 1857 tot 1885, hij veroverde Gilgit. Astore, Hunza, Nagar, Ponial en Chilas werden schatplichtig aan de maharaja gemaakt. Maharaja Pratap Singh regeerde na hem van 1885 tot 1925. Pratap Singh voerde een bestuursraad in, waarin ook een Britse diplomaat zitting had.
Bij de deling van Brits-Indië in 1947 hoopte maharaja Hari Singh, die van 1925 tot 1948 regeerde, op onafhankelijkheid. Hij besloot daarom zich noch bij India, noch bij Pakistan aan te sluiten. In Gilgit kwam het uit moslims bestaande regiment echter in opstand. De muiters eisten aansluiting bij Pakistan. Daarop viel Pakistan Jammu en Kasjmir binnen. De maharaja reageerde door alsnog voor India te kiezen en het Indiase leger te verwelkomen. Dit betekende het begin van de Eerste Kasjmiroorlog tussen India en Pakistan. Aan het einde van de oorlog werd Jammu en Kasjmir de facto gedeeld in een Indiaas en een Pakistaans deel. Het Indiase deel werd een deelstaat van de republiek India met een eigen parlement en regering. Maharaja Hari Singh verloor zijn positie als staatshoofd, maar zijn zoon Karan Singh diende tussen 1965 en 1967 als regent en gouverneur van het Indiase deel van Jammu en Kasjmir en werd drie maal minister in de federale regering van India.